# Богатирьов Анатолій Васильович

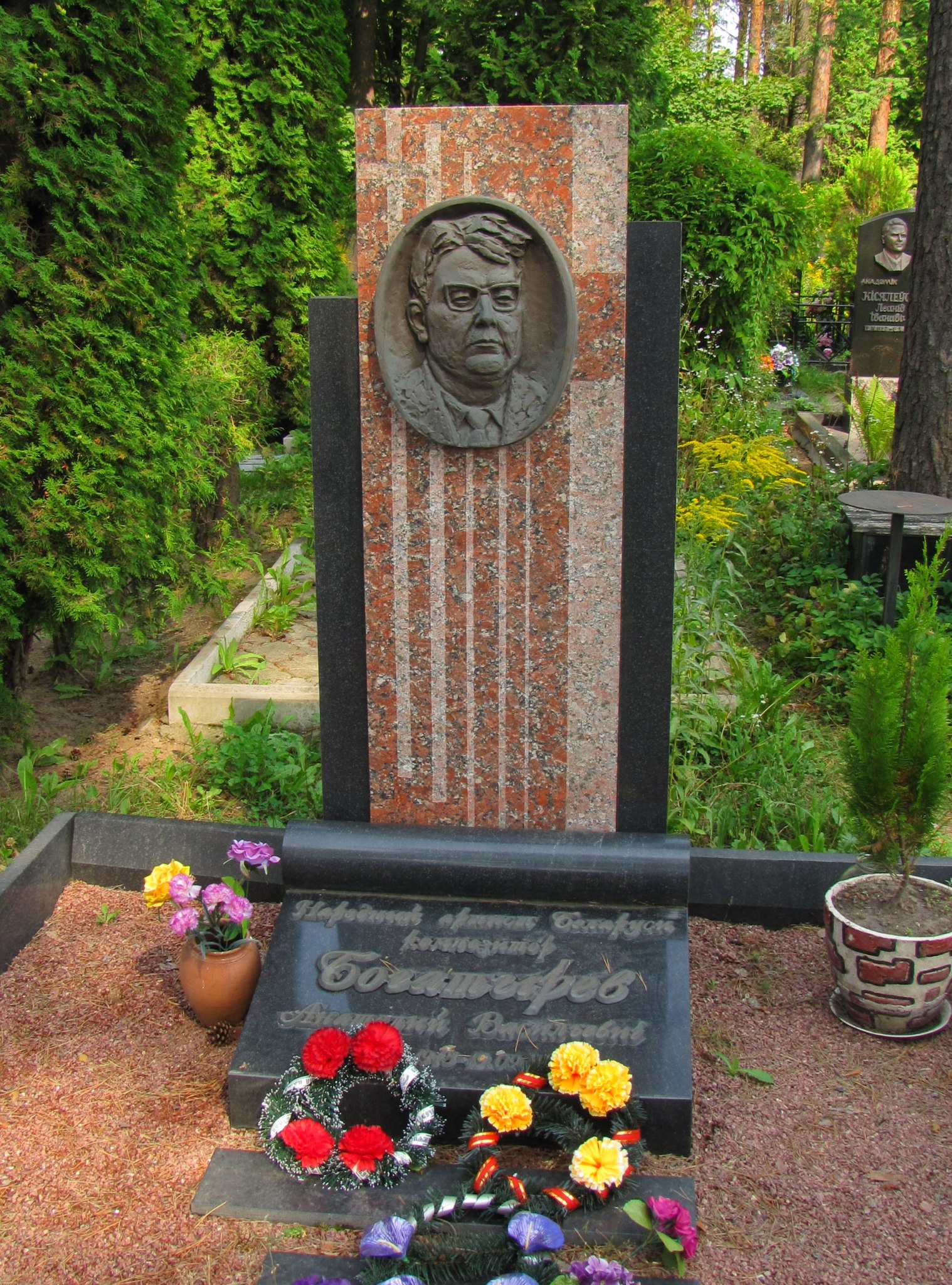
Могила Анатолія Богатирьова

Богатирьов Анатолій Васильович — (*13 серпня 1913, Вітебськ — † 19 вересня 2003 Мінськ) — білоруський композитор, педагог і громадський діяч, заслужений діяч мистецтв Білорусі (з 1944), народний артист БРСР (з 1968). Член КПРС з 1954. Автор опер, симфонічних, камерно-інструментальних творів.
На слова Тараса Шевченка написав мішаний хор без супроводу «Сонце заходить» (1964), цикл романсів для голосу з фортепіано «Поставлю хату» (1961), «І широкую долину», «Огні горять», «Од села до села» (з поеми «Гайдамаки»), «Садок вишневий коло хати» — усі на українські тексти (1964). Написав мішаний хор без супроводу на слова Янки Купали «Пам'яті Шевченка» (1964). Державна премія СРСР 1941. Почесний громадянин Вітебська.